# Al-Faisaly FC
Al-Faisaly FC is een professionele voetbalclub uit Harmah in Saoedi-Arabië. De club werd vernoemd naar Faisal bin Abdoel Aziz al-Saoed, die bij de oprichting van de club kroonprins van Saoedi-Arabië was.

## Erelijst
- Saudi First Division

2010
- Saudi Second Division

2003

## Bekende (oud-)spelers
- Joseph Akpala
- Javier Balboa
- Leon Benko
- Saleh Gomaa
- Christophe Grondin
- Khaleem Hyland
- Ante Puljic
- Youssef El Jebli

## Bekende (oud-)trainers
- Marc Brys
- Liviu Ciobotariu
- Zlatko Dalić
- Stéphane Demol
- Tomislav Ivkovic
- Mircea Rednic
- Yves Vanderhaeghe